# Carl Bror Munck
Carl Bror Munck af Fulkila, född 14 augusti 1836 i Stockholm, död 23 augusti 1905 på Östra Stäket, Boo socken, Stockholms län, var en svensk militär.
Han var son till översten Bror Munck af Fulkila och Henriette Pettersson. Sedan 1869 var han gift med Hedda Hierta, som länge var statsfru hos drottning Sofia. Efter studentexamen 1855 i Uppsala påbörjade Munck en militär karriär. Han genomgick bland andra Högre artilleriläroverket på Marieberg, blev generalstabsofficer och utnämndes 1874 till major vid Generalstaben. År 1875 blev han souschef vid Lantförsvarsdepartementets kommandoexpedition. År 1882 blev han överste och chef för Hälsinge regemente. År 1893 blev han chef för II. arméfördelningen. År 1902 befordrades han till generallöjtnant i armén och avgick ur tjänst. Under sin tid både under tjänst men även efter sin tjänstgöring tillbringade Munck mycket av sin lediga tid vid sitt sommarboende Johanneslund. 
Munck af Fulkila tillhörde Oscar II:s stab från dennes tronbestigning. Han var särskilt intresserad av fältsjukvården.

## Utmärkelser

### Svenska utmärkelser
- Kommendör med stora korset av Svärdsorden, 1 december 1898.[1]
- Kommendör av första klassen av Svärdsorden, 1 december 1888.[1]
- Riddare av Svärdsorden, 15 maj 1877.[1]

### Utländska utmärkelser
- Kommendör av andra klassen av Badiska Zähringer Löwenorden, 20 september 1881.[1]
- Riddare av Danska Dannebrogorden, 3 september 1868.[1]
- Kommendör av första klassen av Norska Sankt Olavs orden, 30 november 1883.[1]
- Riddare av Norska Sankt Olavs orden, 9 september 1867.[1]
- Riddare av tredje klassen av Preussiska Röda örns orden, 9 oktober 1873.[1]
- Riddare av första klassen av Preussiska Kronorden.[1]
- Riddare av andra klassen med kraschan av Preussiska Kronorden, 4 januari 1886.[1]
- Riddare av andra klassen av Preussiska Kronorden, 30 maj 1875.[1]
- Riddare av andra klassen av Ryska Sankt Annas orden, 16 augusti 1875.[1]
- Riddare av Waldeckska Militärförtjänstorden, 18 november 1872.[1]
- Storkorset av Österrikiska Järnkroneorden, 1904.[1]